# Харингер, Зигмунд
Зи́гмунд Ха́рингер (нем. Sigmund Haringer; 9 декабря 1908, Мюнхен — 23 февраля 1975, ФРГ) — немецкий футболист, защитник. Бронзовый призёр чемпионата мира 1934 года.

## Биография

### Клубная карьера
В течение шести сезонов играл за «Баварию», с которой в 1932 году выиграл чемпионский титул. В 1934 году перешёл в мюнхенский «Ваккер», за который играл пять сезонов. Завершил карьеру в 1940 году, поиграв один сезон за «Нюрнберг».

### Карьера в сборной
Дебютировал в составе сборной Германии 15 марта 1931 года в товарищеском матче со сборной Франции — Германия проиграла матч 0:1.
В составе сборной Германии принимал участие на чемпионате мира 1934 года, где сыграл в матчах со сборными Бельгии (5:2), Швеции (2:1) и в полуфинале со сборной Чехословакии (1:3). На том турнире в составе сборной Германии завоевал бронзовые медали. Всего за сборную Германии сыграл 15 матчей.

### Смерть
Скончался 23 февраля 1975 года в возрасте 66 лет.